# Antônio Vaz
Antônio Vaz (Sorocaba),  é um político brasileiro, filiado ao Republicanos. Nas eleições de 2022, foi eleito deputado estadual pelo MS.